# Lennart Skoglund

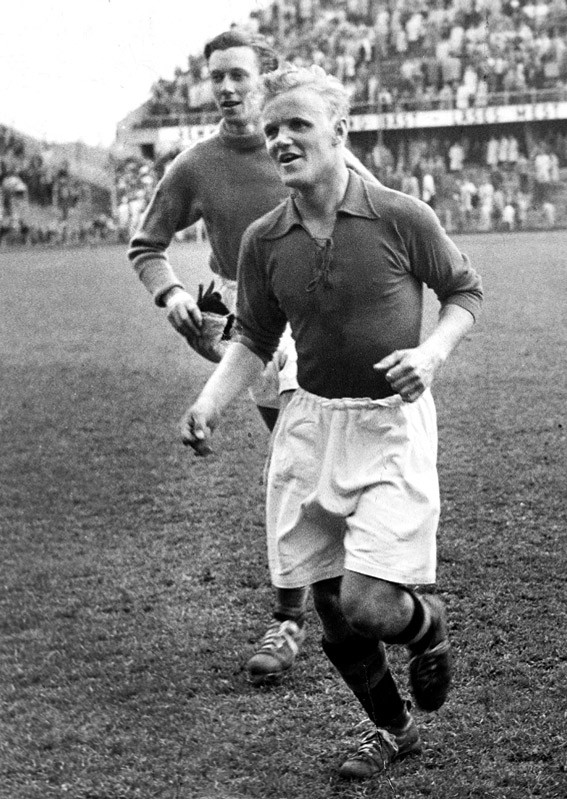
Skoglund im Spiel der Pressemannschaft 1950

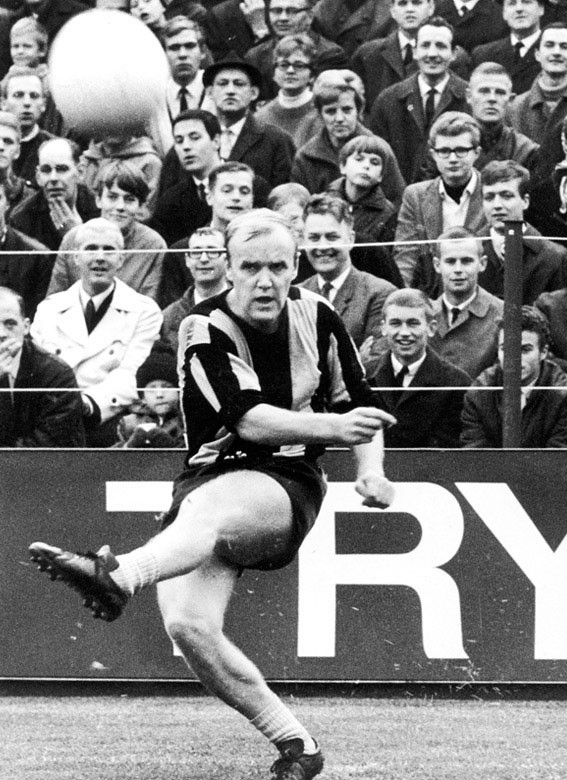
Skoglund im Trikot von Hammarby (1966)

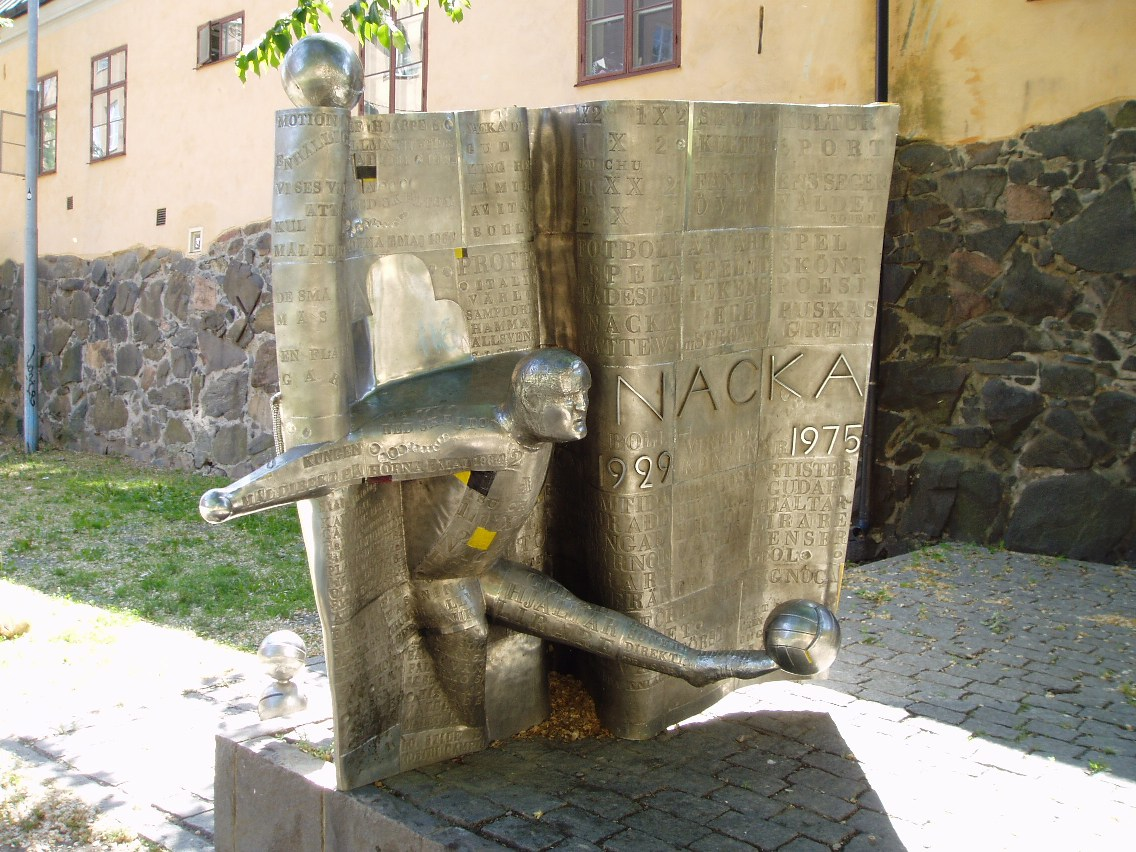
Skoglund-Statue in Stockholm

Karl Lennart „Nacka“ Skoglund (* 24. Dezember 1929 in Stockholm; † 8. Juli 1975 ebenda) war ein schwedischer Fußballspieler. In den 1950er Jahren wurde der dribbelstarke und schussgewaltige linke Außenstürmer mit der Nationalmannschaft Zweiter und Dritter bei Weltmeisterschaften. Mit dem AIK Solna wurde er schwedischer Pokalsieger und mit Inter Mailand zweimal italienischer Meister.

## Werdegang

### Bis 1950: Anfänge in Schweden
Lennart Skoglund wuchs in Södermalm, einem ärmlichen Viertel von Stockholm auf. Seine ersten fußballerischen Schritte unternahm er beim in seinem Viertel heimischen Verein BK Stjärnan. Er spielte noch kurz bei einem Verein ähnlich geringer Bedeutung, ehe er zum Zweitligisten Hammarby IF wechselte.
Dort etablierte er sich bereits 1946 als Sechzehnjähriger in der ersten Mannschaft und erzielte dort in seiner ersten Saison in elf Spielen zwei Tore. Durch eine Liga-Restrukturierung wurde Hammarby zum Viertligisten degradiert, stieg aber nach einer Saison in die dritte Liga auf. Bis 1949 erzielte er in 28 Drittligaspielen elf Tore.
Noch 1949 wurde er vom Stockholmer Erstligisten AIK Solna angeworben. Es heißt, dass er dafür 1000 Schwedische Kronen Handgeld und einen guten Anzug bekam sowie für die Mutter einen Mantel. Bei AIK durfte er aus transferrechtlichen Gründen noch nicht bei Pflichtspielen auflaufen. Er demonstrierte aber sein Können bei Privatspielen in England und Frankreich. Im Mai 1950 wurde er für eine von der Sportpresse aufgestellten Auswahlmannschaft nominiert, die gegen die schwedische Nationalmannschaft spielte. Die Presseauswahl gewann 3:1 und Skoglund erzielte zwei Tore. Das beeindruckte wiederum Nationaltrainer Rudolf „Putte“ Kock hinreichend, ihn als jüngsten Spieler ins Aufgebot der Nationalmannschaft für die Weltmeisterschaft 1950 in Brasilien aufzunehmen, die einen Monat später begann.

### 1950: Weltmeisterschaft in Brasilien
Nachdem er am 4. Juni bei einem 4:1-Sieg vor 33.000 Zuschauern im Råsundastadion von Stockholm gegen die Niederlande sein Nationalmannschaftsdebüt gegeben hatte, wurde er bei der WM in Brasilien beim 3:2-Sieg im Auftaktspiel gegen die Italiener eingesetzt, denen die beim Flugunfall von Superga getöteten Spieler von Meister AC Turin fehlten. In der Finalgruppe gab es eine 1:7-Niederlage gegen den Gastgeber Brasilien. Nach diesem Spiel zechte er mit Stellan Nilsson, was Nationaltrainer Putte Kock dazu veranlasste, beide aus dem Kader zu entfernen. Daher waren sie bei dem 3:1 gegen Spanien, wo sich Schweden den dritten Platz bei dieser Weltmeisterschaft sicherte, nicht dabei.

### 1950–1963: Karriere in Italien und Weltmeisterschaft in Schweden
Im Juli durfte Skoglund schließlich sein erstes Pflichtspiel für AIK, das Pokalfinale gegen Helsingborgs IF, bestreiten. Ein 3:2-Sieg sicherte ihm seinen ersten Titel. Es spielte danach nur noch fünf Ligaspiele für AIK, lustlos, wie vermerkt wurde. Ende August verließ er, wie viele andere, Schweden und ging nach Italien. AIK soll 12 Millionen Lire, also etwa 19.000 US-Dollar oder gut 80.000 Deutsche Mark, für seinen Wechsel zu Inter Mailand erhalten haben, nachdem sie vorher schon ein Angebot des FC São Paulo von 10.000 Dollar ausgeschlagen hatten. Die Verbindung zu Skoglund hatten die Italiener bereits in Brasilien hergestellt. Inter sicherte ihm dabei ein Jahresgehalt von 165.000 Kronen zu, was damals über 130.000 Mark waren.
Als „Proff“, wie Profis in Schweden genannt wurden, durfte er nun nicht mehr für die Nationalmannschaft spielen, die wohl vornehmlich deswegen an der Qualifikation zur WM 1954 in der Schweiz scheiterte. Skoglund gewann allerdings mit Inter die Meisterschaften von 1953 und 1954 und heiratete Nuccia, die 1953 Evert und 1957 Giorgio zur Welt brachte. Die beiden wurden später auch Fußballer und kamen insgesamt auf eine gute Handvoll Erstligaspiele für die beiden Mailänder Vereine, konnten ihre Stärken aber ansonsten nur in der zweiten und dritten Liga demonstrieren.
Zwecks Chancenmaximierung gab Schweden 1958 die Idee vom Fußball als reinen Amateursport auf und der englische Nationaltrainer George Raynor durfte auf die zahlreichen Italien-Legionäre zurückgreifen. Der Mut zur Modernität zahlte sich aus und Schweden wurde bei der Weltmeisterschaft im eigenen Land Vizeweltmeister. Skoglund war diesmal bei allen Partien dabei und kam beim 3:1-Halbfinalsieg über den amtierenden Weltmeister Deutschland zu seinem einzigen Tor für die Nationalmannschaft. Bei der 2:5-Niederlage im Finale gegen Brasilien hatte ihn sein Gegenspieler Djalma Santos bestens unter Kontrolle.
Nachdem er in der Saison 1958/59 nurmehr auf 15 Ligaspiele für Inter gekommen war, zog es den nunmehr fast dreißigjährigen Skoglund zu Sampdoria Genua, wo der Österreicher Ernst Ocwirk der Star war. Sampdoria belegte in den folgenden drei Saisons die Plätze acht, vier und zehn. Insgesamt kam Skoglund für die Genuesen auf 78 Ligaspiele, in denen er 15 Treffer erzielte. Es folgte eine letzte Station in Italien. Zur Saison 1962/63 wechselte er zur US Palermo. Dort kam er allerdings nur noch sechsmal in der Liga zum Einsatz. Die Sizilianer stiegen zum Ende der Saison ab. Nach dreizehn Jahren in Italien kehrte „Nacka“ Skoglund nach Schweden zurück.
Skoglund war nahezu mittellos, seine Ehe war schon vor Jahren gescheitert. Zu seiner zunehmenden Trunksucht kam über die Jahre hinweg auch eine Neigung, Tabletten einzunehmen, dazu.

### Ab 1964: Ende in Schweden
1964 kehrte er zu Hammarby IF zurück, die in der zweiten Liga spielten, mit vier Toren in 18 Spielen half er der Mannschaft zum Aufstieg. Es folgte aber der unmittelbare Abstieg. Dem folgte ein erneuter Aufstieg und ein ebenso rascher Wiederabstieg. In späteren Jahren sollte Hammarby IF Skoglund als dem größten Spieler der Vereinsgeschichte Anerkennung zollen. Zeitweise spielte er in Hammarby zusammen mit seinem jüngeren Bruder Karl-Evert Skoglund, und dem späteren schwedischen Nationaltorwart und FCK-Spieler Ronnie Hellström.
Im Oktober 1964 kam er bei einem 3:3 vor knapp 10.000 Zusehern im Råsundastadion von Stockholm im Freundschaftsspiel gegen Polen zu seinem elften und letzten Einsatz für Schweden.
1968 spielte er noch in einem halben Dutzend Partien für den Viertligisten Kärrtorps IK, wo sein älterer Bruder Georg „Jojje“ Skoglund Trainer war, und kam dabei noch zweimal zum Torerfolg. Danach beendete er seine Fußballerlaufbahn.
Skoglunds Situation blieb desolat und verschlimmerte sich. Schließlich zog er wieder in die elterliche Wohnung ein, in der er am 8. Juli 1975 im Alter von 45 Jahren starb. Seit 1976 versammeln sich an seinem Geburtstag, dem 24. Dezember, vor dem Haus mit der Adresse Katarina Bangata 42, in dem er aufwuchs und verstarb, am Morgen oft bis zu mehrere hundert Leute, die seiner gedenken. 1984 wurde in der Nähe ein Denkmal zu seinen Ehren errichtet. 2001 wurde der Platz, auf dem es steht, von der Stadtverwaltung „Nackas Hörna“ (Nackas Ecke) benannt.
Lennart „Nacka“ Skoglund hinterließ neben seiner Familie in Italien noch einen weiteren Sohn in Schweden. Er fand auf dem Stockholmer Friedhof Skogskyrkogården seine letzte Ruhestätte.

### Erfolge
- Schwedischer Pokalsieger: 1950
- Italienischer Meister: 1952/53, 1953/54
- 2006: Aufnahme als 24. Spieler in die SFS Hall of Fame